# 普吕涅
普吕涅（法語：Pruniers，法語發音：[pʁynje]）是法国安德尔省的一个市镇，位于该省东部，属于伊苏丹区。

## 地理
普吕涅（46°47'20"N, 2°3'5"E）面积49 平方千米，位于法国中央-卢瓦尔河谷大区安德尔省，该省份为法国中部省份，北起卢瓦-谢尔省，西北接安德尔-卢瓦尔省，西南接维埃纳省，南至克勒兹省和上维埃纳省，东临谢尔省。
与普吕涅接壤的市镇（或旧市镇、城区）包括：舍扎勒伯努瓦、利涅尔地区圣伊莱尔、拉贝特努、博米耶、圣欧班。
普吕涅的时区为UTC+01:00、UTC+02:00（夏令时）。

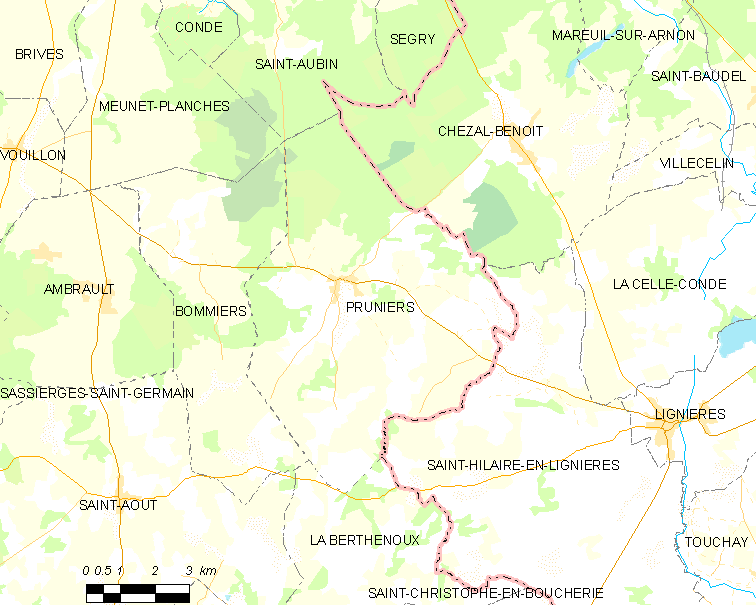
普吕涅的OSM定位图

## 行政
普吕涅的邮政编码为36120，INSEE市镇编码为36169。

## 政治
普吕涅所属的省级选区为拉沙特尔县。

## 人口

1962-2008年间普吕涅人口变化图示

普吕涅于2022年1月1日时的人口数量为497人。